# Барабан (деталь оружия)

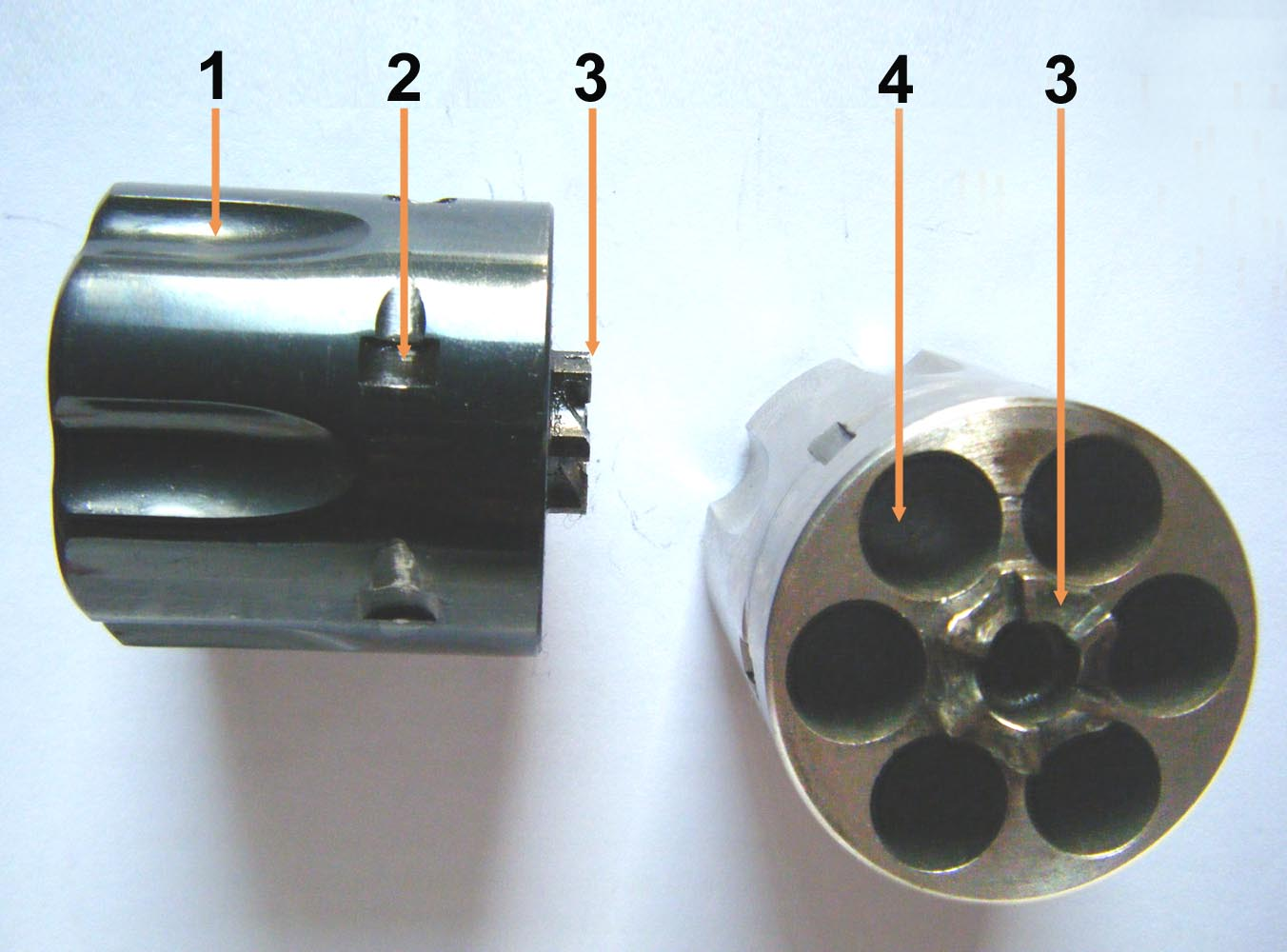
Барабан револьвера:
1 — углубление (дол) для снижения веса;
2 — паз для фиксатора;
3 — храповик;
4 — ка́мора

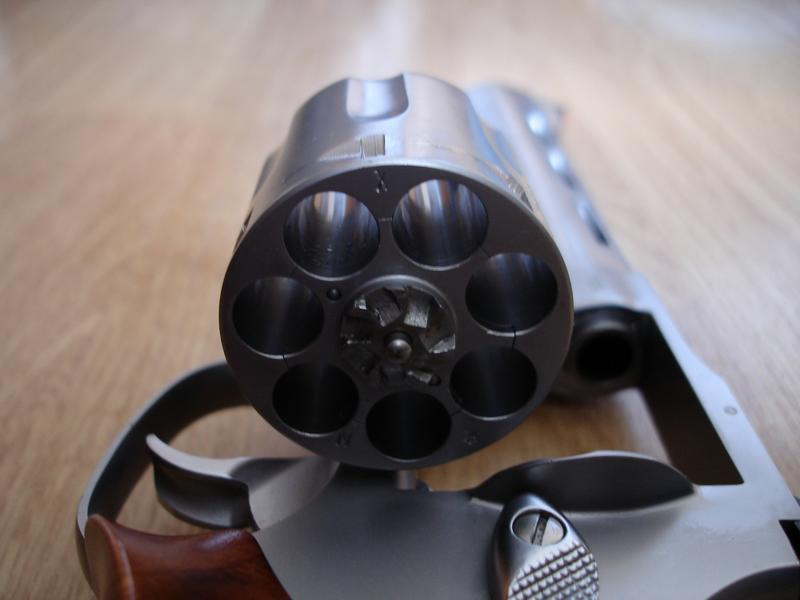
Откинутый барабан револьвера Taurus 627-KLM 357MAG.

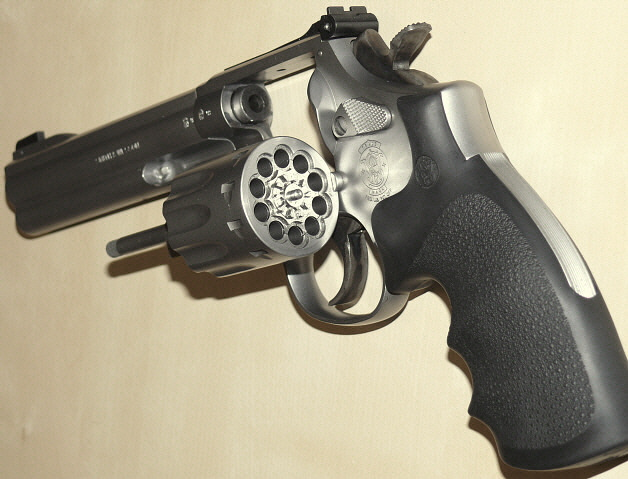
Барабан под малокалиберный унитарный патрон кольцевого воспламенения 22-го калибра (5,6 мм)

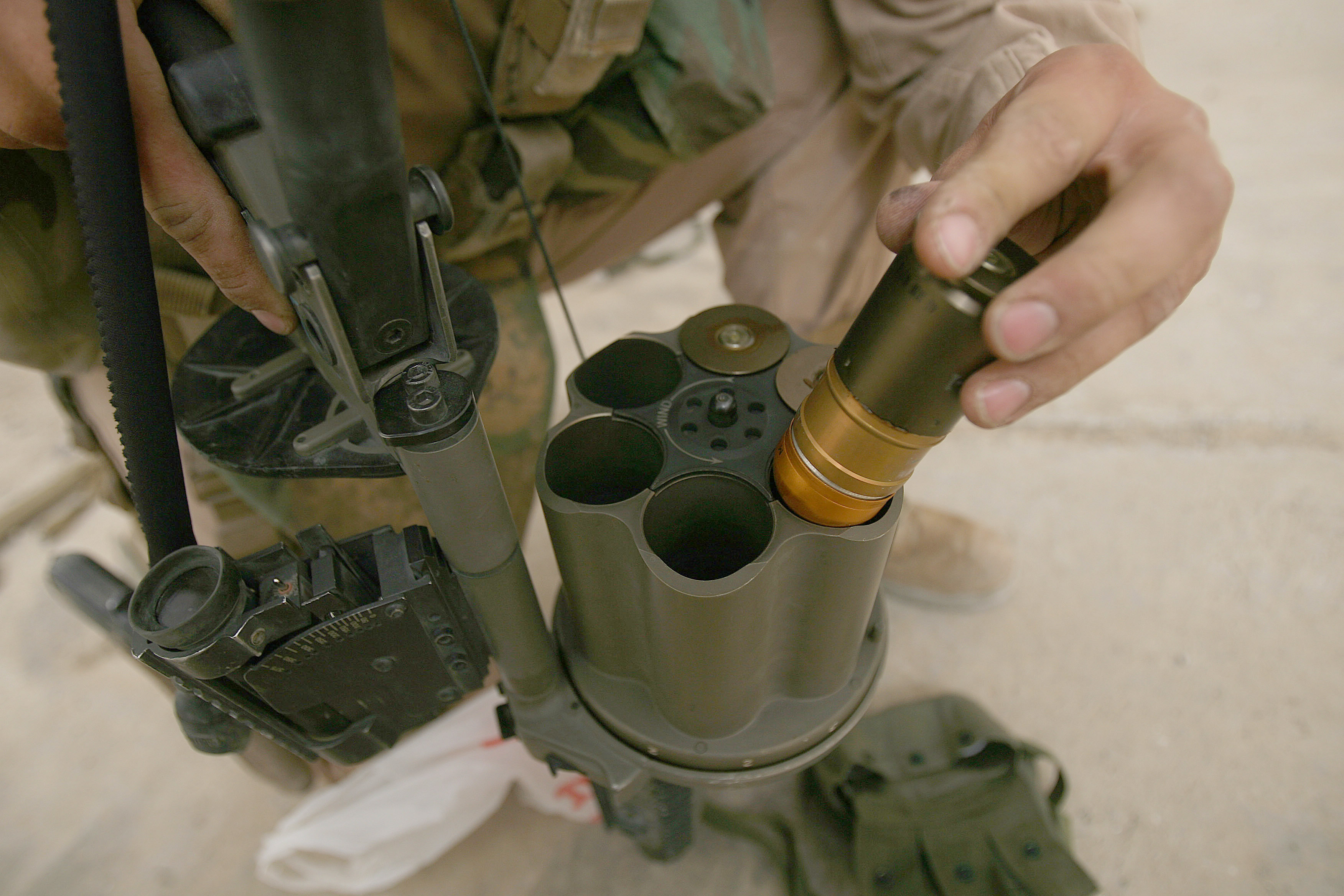
40-мм выстрел вставляется в барабан гранатомёта MGL

Барабан — цилиндрическая деталь огнестрельного оружия, совмещающая функции магазина и патронника, одна из основных частей револьвера. Имеет продольные каналы — ка́моры, в которые помещаются патроны (или заряды); вращаясь вокруг своей оси, подаёт их для стрельбы к стволу. Иногда делается отъёмным для быстрой перезарядки оружия. Также применяется в других видах оружия, построенных по револьверному принципу: револьверных ружьях, револьверных пушках, в некоторых ручных гранатомётах.